# Exochaenium thomasii
Exochaenium thomasii är en gentianaväxtart som först beskrevs av Spencer Le Marchant Moore, och fick sitt nu gällande namn av Schinz. Exochaenium thomasii ingår i släktet Exochaenium och familjen gentianaväxter. Inga underarter finns listade i Catalogue of Life.